# Dragana Mirković
Dragana Mirković (Kasidol, 18. siječnja 1968.) srbijanska je pjevačica. 

## Životopis
Odrasla je u šesteročlanoj obitelji u Kasidolu u blizini Požarevca. S glazbom se upoznala zahvaljujući svom djedu Dragutinu, kojeg je slušala dok je svirao harmoniku. S 5 godina naučila je prvu pjesmu „Devojka sokolu zulum učinila”. Sudjelujući na lokalnim natjecanjima privukla je pažnju Diskosa, koji joj je ponudio snimanje albuma.
Njezin prvi album bio je Imam dečka nemirnog koji je prodan u 160 000 primjeraka. Sljedećih godina snima nove albume. Kao član Južnog vetra imala je koncerte diljem SFR Jugoslavije. Na koncertu na Tašmajdanu pjevala je pred oko 11 000 ljudi.[nedostaje izvor]
Stekla je popularnost surađujući s Južnim Vetrom 1986. Te iste godine krenuli su na turneju po Jugoslaviji. Njezin album iz 1989 Simpatija bio je njezin najtiražnij album u karijeri s otprilike 450 000 prodanih primjeraka.[nedostaje izvor] S Vetrom je snimila nekoliko hitova i evergreenova poput Spasi me samoće,Kad bi znao kako čeznem,Milo moje što te nema,Sto ću čuda učiniti,Simpatija,Mamina i Tatina,Najlepši Par,Oprosti što ti smetam,Ne idi ostani moj. 1991. godine napušta Južni Vetar i snima album s Pericom Zdravkovićem i Savom Bojićem, bivšim južnovetrovcima koji su ga napustili iste godine.
Nagli uspon počeo je u devedesetima. Prelazi u diskografsku kuću ZaM. Nakon udaje za Tonija Bijelića nakratko se povlači iz javnosti, a u glazbene vode vraća se 2004. godine albumom Trag u vremenu.
Album Luče moje izdala je u produkciji RTS-a.
Zbog koreografije na koncertima poznata je po nadimku "Srpska Madonna". Njezin najposjećeniji koncert održala je u Bugarskoj na stadionu Levski pred 55 000 posjetitelja.[nedostaje izvor]
Sa suprugom Tonijem Bijelićem živi u Beču. Ima dvoje djece: sina Marka i kćerku Manuelu. Od 1999. odlučila je vrijeme provesti s obitelji. Posjeduju glazbeni kanal DM SAT i istoimenu diskografsku kuću.[nedostaje izvor]
2024. godine objavila je razvod od Tonija Bijelića, nakon 24 godine braka.[nedostaje izvor]

## Diskografija
1. Imam dečka nemirnog (1984.)
2. Umiljato oko moje (1985.)
3. Spasi me samoće (1986.)
4. Ruže cvetaju samo u pesmama (1987.)
5. Najlepši par (1988.)
6. Simpatija (1989.)
7. Pomisli želju (with Južni vetar) (1990.)
8. Dobra devojka (1991.)
9. Umirem majko (1992.)
10. Do poslednjeg daha (1993.)
11. Nije tebi do mene (1994.)
12. Muzika iz filma "Slatko od snova" (1994.)
13. Plači zemljo (1995.)
14. Nema promene (1996.)
15. Kojom gorom (1997.)
16. Dragana & Zlaja band (1999.)
17. Sama (2000.)
18. Trag u vremenu (2004.)
19. Luče moje (2006.)
20. Eksplozija (2008.)
21. 20 (2012.)
22. "Od milion jedan" (2017.)

## Glazbene suradnje
1. "Svi grešimo" sa Sinanom Sakićem (1987.)
2. "E, moj doktore" sa Zanom (1990.)
3. "Sele moja" sa Zoricom Brunclik (1995.)
4. "Divlja devojka" s Ninom (1996.)
5. "Oči pune tuge" sa Željkom Šašićem (1997.)
6. "Srcu nije lako" s Divljim Kestenom (2003.)
7. "Ja imam te, a k'o da nemam te" s Hari Mata Harijem (2003.)
8. "Život moj" s Danijelom Đokićem (2007.)
9. "Jači nego ikad" sa Šemsom Suljaković, Milom Kitićem, Sinanom Sakićem i Kemalom Malovčićem (2008.)
10. "Gromovi" s Bobanom Rajovićem (2009.)
11. "Ti misliš da je meni lako" s Plavim orkestrom (2012.)
12. "Kad nas vide zagrljene" s Hankom Paldum (2013.)
13. "Don't go away" s José Felicianom (2014.)
14. "Trovanje" s Danijelom Đokićem (2017.)
15. "Proklet rođen" s Vukom Mobom (2018.)
16. ”Sad i zauvek” s Acom Lukasom (2021.)
17. “Kad srce stane“ s Ivanom Zakom (2024.)
18. “Ako se volimo“ s Magla bendom (2024.)

## Vanjske poveznice
- Službena web-stranica